# Zaturîn, Pidhaiți
Zaturîn (în ucraineană Затурин) este un sat în comuna Zavaliv din raionul Pidhaiți, regiunea Ternopil, Ucraina.

## Demografie
Componența lingvistică a localității Zaturîn
     Ucraineană (100%)
Conform recensământului din 2001, toată populația localității Zaturîn era vorbitoare de ucraineană (100%).